# Bergbrikgronden
Bergbrikgronden is een bodemtype in het Nederlandse systeem van bodemclassificatie en behoort tot de xerobrikgronden. Het zijn gronden met een briklaag, een B horizont met een illuviale aanrijking van klei. Bergbrikgronden hebben door erosie geen duidelijke A (bovengrond)- en geen E (uitspoeling) horizonten. De briklaag ligt dicht bij de maaiveldhoogte en kan door zijn grotere vastheid meer weerstand bieden aan erosie. Deze bodems komen vrijwel uitsluitend in de lössgronden van Zuid-Limburg voor. Ze worden daar aangetroffen op met hellingen met hellingshoeken van 4–8%. Op helling van minder dan 8% is een nieuwe bouwvoor (Ap horizont) gevormd. Door regelmatige grondbewerking is deze bouwvoor veelal losser dan de briklaag zelf. Bergbrikgronden vormen ongeveer 1/3 deel van alle brikgronden binnen Nederland. Bergbrikgronden komen in gebieden met een lage grondwaterstand voor.
In de internationale FAO/UNESCO classificatie zijn deze bodems Luvisolen, in de Amerikaanse classificatie (Soil Taxonomy) zijn het Alfisolen.

## Schematische profielbeschrijving
De onderstaande tabel omvat een schematische uiteenzetting van het bodemprofiel van een bergbrikgrond.
| Horizont                                                                                     | Diepte   | Omschrijving                                                                                          |
| -------------------------------------------------------------------------------------------- | -------- | --- |
| Ap                                                                                           | 0–22 cm  | donker grijsbruine, matig humusarme siltige leem; vrij dicht en vast                                  |
| Bt                                                                                           | 22–53 cm | donkerbruine humusarme siltige leem; afgeronde blokkige structuurelementen, zeer poreus               |
| BC                                                                                           | 53–82 cm | geelbruine siltige leem; afgeronde blokkige structuurelementen; porositeit neemt met de diepte af     |
| C                                                                                            | > 82 cm  | geelbruine leem met lager lutumgehalte dan in de B-horizont; zeer zwak ontwikkelde structuurelementen |
| Opmerking: het gehele profiel bevat zeer veel grote wormgangen (tot een diepte van > 120 cm) |          | |